# Bellwood (Alabama)
Bellwood é uma comunidade não incorporada localizada no condado de Geneva, no estado norte-americano do Alabama.